# Elektrotechnischer Schiffsoffizier

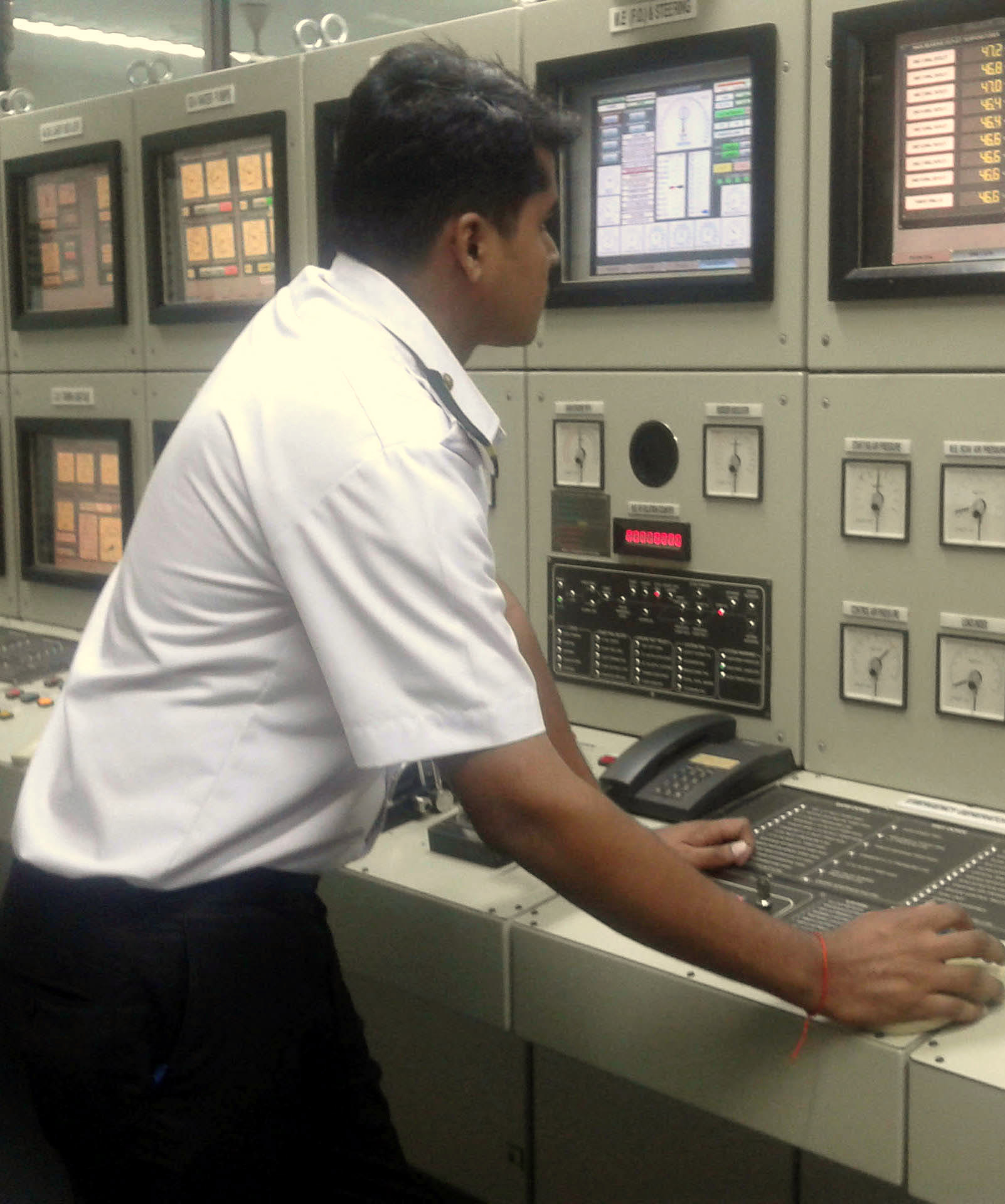
Schiffselektrotechniker (Symbolbild)

Der Schiffselektrotechniker oder auch Elektrotechnischer Offizier (ETO) ist ein technischer Offizier in der Handelsschifffahrt mit Befähigungszeugnis gemäß Abschnitt A-III/6 des STCW-Übereinkommen der IMO.
Er ist verantwortlich für den sicheren Betrieb aller elektrischen, elektronischen und elektromechanischen Systeme. Um diese Systeme warten, reparieren und bedienen zu können, bedurfte es schon länger zumindest eines Schiffselektrikers im Mannschaftsgrad.
Auf modernen Schiffen nimmt die Zahl und Komplexität der oben genannten Systeme stark zu, dies ist dem steigenden Automatisierungsgrad der nichtelektrischen Systeme des Antriebs und in der Hydraulik, der Digitalisierung von Navigations- und Überwachungsanlagen sowie der steigenden Zahl der sensorisch zu überwachenden Parameter geschuldet. Zudem gibt es immer mehr elektrische Komponenten im Antriebssystem, z. B. elektrisch betriebene Strahlruder, Propellergondeln bzw. andere dieselelektrische Antriebsformen. Größere Schiffe verfügen zunehmend über leistungsstarke Mittelspannungsnetze zur Energieverteilung.
Seit 2013 werden durch Änderung des STCW-Übereinkommen die Befähigungen in den niedriger qualifizierten Schiffselektriker und den höher qualifizierten Schiffselektrotechniker unterschieden.
Auf größeren Schiffen, wie auf Kreuzfahrtschiffen oder DP-Schiffen, kann eine eigenständige elektrotechnische Abteilung bestehen, sodass dort weitere Ränge existieren, wie z. B. Lead ETO, First Electrician, Chief Electrical Officer oder Chief Electrical Engineer. Diese Bezeichnungen und der hierarchische Zusammenhang sind allerdings rechtlich nicht weiter definiert, der ranghöchste elektrotechnische Offizier untersteht jedoch immer dem Leitenden Ingenieur.
Je nach Schiffsbesatzungszeugnis sind Schiffselektrotechniker nicht zwingend vorgeschrieben, dessen Aufgaben werden dann von einem Schiffsingenieur oder einem Schiffselektriker wahrgenommen.

## Ausbildung
In Deutschland erfolgt die Ausbildung über den Beruf des Elektrotechnischen Offiziersassistenten (ETOA). Die Seeleutebefähigungsverordnung beschreibt die Ausbildungszulassung zum ETOA (elektrotechnischer Offiziersassistent). Für den Abschluss des ETOA wird eine Mindestfahrzeit von einem Jahr benötigt, in der die praktischen Lehrinhalte vermittelt werden. Eine Richtlinie im Bundesverkehrsblatt gibt detaillierte Hinweise für die zu erwerbenden Fähigkeiten. Mit einer erfolgreich abgeschlossenen Ausbildung in einem anerkannten Beruf in der Elektrotechnik kann die Seefahrtzeit auf 6 Monate verkürzt werden.
Im Anschluss kann über das Studium „Schiffselektrotechnik“ das Befähigungszeugnis zum elektrotechnischen Offizier erlangt werden. Zusätzlich müssen die für jeden Offizier notwendigen Bescheinigungen über das Absolvieren von Grundsicherheitstraining, Ausbildungen in der Brandbekämpfung sowie für das Führen von Rettungsbooten erworben werden.